# Loedelia mexicana
Loedelia mexicana is een keversoort uit de familie mierkevers (Cleridae). De wetenschappelijke naam van de soort is voor het eerst geldig gepubliceerd in 1910 door Gahan.